# NCIS (franchise)

Logo del franchise

NCIS (Naval Criminal Investigative Service) è un media franchise  di programmi televisivi americani originariamente creati da Donald P. Bellisario, che si occupano di indagini su crimini di natura militare.
Le serie del franchise sono ispirate al lavoro del Naval Criminal Investigative Service, il servizio investigativo dell'United States Navy.
Nel 2003, NCIS - Unità anticrimine, conosciuta più semplicemente come NCIS (la serie da cui poi è nato l'intero franchise), è stata introdotta tramite un backdoor pilot, dal programma televisivo JAG - Avvocati in divisa. Nella stessa modalità, tramite un backdoor pilot nella serie principale, verranno successivamente introdotte a loro volta le altre produzioni del franchise: NCIS: Los Angeles (2009), NCIS: New Orleans (2014). Non sono introdotti nel franchise tramite backdoor pilot invece: NCIS: Hawai'i (2021) e NCIS: Sydney (2023). NCIS: Origins (2024) è invece un prequel della serie originale, incentrato sull'inizio della carriera investigativa di Leroy Jethro Gibbs. Per NCIS: Los Angeles era stato ideato uno spin-off, idea poi bocciata dalla CBS, che ha accantonato il progetto.
Il franchise si compone di 7 serie televisive, per un totale di 1018 episodi in 48 stagioni televisive. La serie principale di NCIS - Unità anticrimine è lo show più longevo del franchise, che ha presentato in anteprima la sua ventiduesima stagione il 14 ottobre 2024.

## Serie televisive
- NCIS - Unità anticrimine (2003-in produzione)
- NCIS: Los Angeles (2009-2023)
- NCIS: New Orleans (2014-2021)
- NCIS: Hawai'i (2021-2024)
- NCIS: Sydney (2023-in produzione)
- NCIS: Origins (2024-in produzione)
- NCIS: Tony & Ziva (2025-in produzione)